# Cloughfold
Cloughfold – osada w Anglii, w hrabstwie Lancashire, w dystrykcie Rossendale. Leży 26 km na północ od miasta Manchester i 284 km na północny zachód od Londynu.